# Émile Delphes Chabod
Émile Delphes Chabod, né le 7 mai 1845 à Nantua et mort le 28 février 1910 à Vanves, est un peintre français.

## Biographie
Joseph Émile Delphes Chabod est le fils de Jean Claude Chabod, brigadier aux douanes, et de 
Marie Virginie Jacquet. 
Élève de Picot, Signol, et Gérôme, il participe au Concours du Prix de Rome en 1865 et débute au Salon de 1868.
Il occupe le poste de professeur de dessin des écoles de Paris et demeure rue des Vinaigriers avec ses enfants.
Sa fille Marie-Gabrielle-Camille périt dans l'incendie du Bazar de la Charité, 4 mai 1897.
Il meurt à son domicile de Vanves le 28 février 1910.